# Хоув, Ченджераи

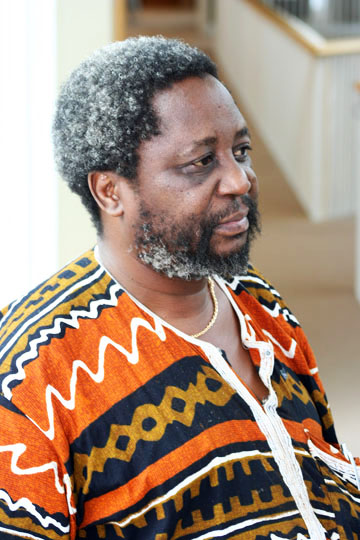
Ченджераи Хоув, 2007

Ченджераи Хоув (англ. Chenjerai Hove; 9 февраля 1956, селение Мазвихва под Звишаване — 12 июля 2015, Ставангер, Норвегия) — зимбабвийский писатель, автор произведений на шона и английском языках.

## Биография
Сын местного вождя. Учился в римско-католических школах Нортона, Хванге, Гверу.
После окончания педагогического колледжа преподавал литературу в сельских средних школах.
Изучал изучал язык и литературу в Зимбабвийском университете. Окончил Университет Южной Африки.
В 1980-х годах, работал литературным редактором в Мамбо Пресс и Zimbabwe Publishing House.
Вырос на произведениях Чинуа Ачебе, Воле Шойинки, Айи Квеи Армы. Работал как журналист.
Основатель Ассоциации Зимбабве за права человека (1990).
Президент Союза писателей Зимбабве (1984—1992).
Приглашённый профессор Колледжа Льюиса и Кларка (1994), приглашённый писатель в Лидском университете (1995), Фонде Генриха Бёлля (1996).
Придя в конфликт с режимом Мугабе, в 2001 эмигрировал, жил во Франции, Норвегии, США. Участник Международного писательского проекта в рамках Брауновского университета.

## Произведения

### Стихи
- С оружием в руках /Up In Arms, Harare: Zimbabwe Publishing House, 1982
- Плывя через пучину слёз / Swimming in floods of tears. Gweru: Mambo Press, 1983 (в соавторстве с Лиамба ва Кабика)
- Красные холмы родины / Red Hills of Home, 1984 (переизд.: Gweru: Mambo Press, 1985)
- Радуги над прахом / Rainbows in the Dust, 1997
- Слепая луна / Blind Moon, 2004

### Романы
- И это власть народа?/ Masimba Avanhu, Gweru: Mambo Press, 1986 (на языке шона)
- Кости/ Bones, Harare: Baobab Books, 1988 (переизд.: Heineman International African Writers Series, 1989; Первая Литературная премия Зимбабве, премия Нома за африканскую книгу, входит в число ста лучших африканских книг XX века)
- Тени/ Shadows, Harare: Baobab Books, 1991 (переизд.: Heinemann International Literature and Textbooks, 1992)
- Предки/ Ancestors, 1997 (Вторая Литературная премия Зимбабве)

### Пьесы
- Спой когда-нибудь снова, сестра/ Sister, Sing Again Someday, 1989

### Эссе, журналистика
- Shebeen Tales: Messages from Harare, Harare: Baobab Books/London: Serif, 1994
- Hüter der Sonne: Begegnungen mit Zimbabwes Ältesten: Wurzeln und Visionen afrikanischer Weisheit (1996, переизд. 2007, в соавторстве с Ильей Трояновым)
- Desperately Seeking Europe, 2003
- Palaver Finish, 2003
- Homeless sweet home: a memoir of Miami (2011)

## Признание
Произведения писателя переведены на многие языки мира, включая японский.